# شريان انتهائي
شريان انتهائي أو شريان نهائي (بالإنجليزية: End artery)‏‏ هو الشريان الوحيد الذي يزود جزءًا من نسيجٍ حيوي بالدم المُشبع بالأكسجين. أي أنَّ أيُ شريانٍ لا يتفاغر مع الشرايين المجاورة له يُعدُ شريانٍ انتهائيًا، وأيضًا لا يوجد دورانٌ جانبي بجانب الشرايين الانتهائية.
من الأمثلة على الشريان الانتهائي: الشريان الطحالي الذي يروي الطحال، والشريان الكلوي الذي يروي الكليتان.